# Anne Hidalgo
Anne Hidalgo (n. 19 iunie 1959, San Fernando, Cádiz, Spania) este un om politic franco-spaniol, membru al Partidului socialist francez. Din 2014 este primar al Parisului.

## Carieră
S-a născut în Provincia Cádiz, în Andaluzia, Spania, într-o familie din clasa muncitoare, care a emigrat în Franța în 1961, fugind de dictatura franchistă și de sărăcie. A crescut în cartierele populare din Lyon. A dobândit cetățenia franceză în 1973. Cu aceasta ocazie și-a schimbat numele Ana María în Anne. A studiat dreptul social și în 1984 a devenit un inspector de muncă. Numită în departamentul Val-de-Marne, s-a mutat în arondismentul 15 din Paris, unde trăiește până în prezent.
În 1994 a devenit membru al Partidului Socialist Francez. În 1997 s-a alăturat cabinetului ministerial al ministrului Martine Aubry, în cadrul guvernului condus de Lionel Jospin. În martie 2001 a candidat la alegerile municipale din arondismentul 15. Aleasă membru al Consiliului din Paris, a fost numită prim viceprimar de către proaspătul primar al Parisului, Bertrand Delanoë. După ce acesta a declarat că nu se prezintă la alegerile municipale din 2014, ea și-a anunțat candidatura. A fost aleasă primar al Parisului pe 5 aprilie 2014.

## Legături externe
- Pagina lui Anne Hildago pe site-ul Primăriei orașului Paris